# Anuradha TK

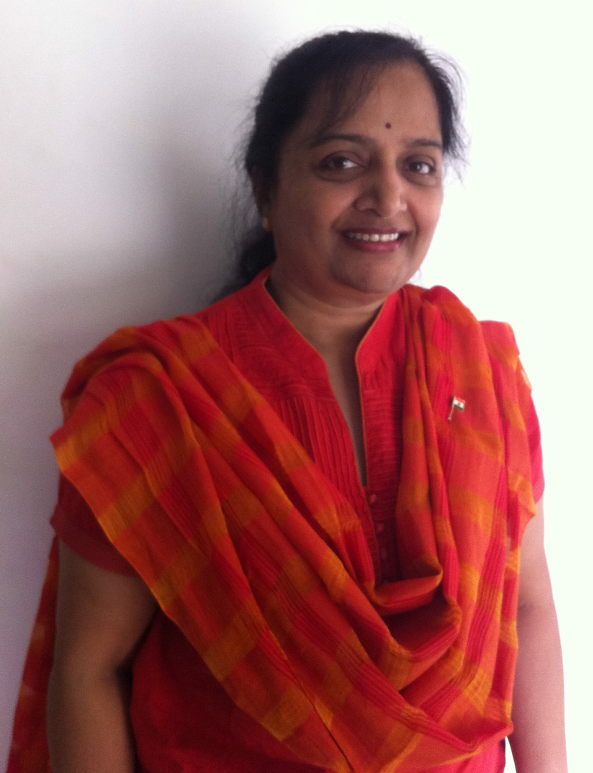
Anuradha TK

Anuradha TK, född 1961 i Bangalore, Indien,är en indisk rymdforskare på India Space Research Organization (ISRO), som är specialiserad på kommunikationssatelliter. Hon har arbetat med utvecklingen och uppskjutningen av satelliterna GSAT-12 och GSAT-10.

## Biografi
Anuradha TK är elektrisk ingenjör med examen från University Visvesvaraya College of Engineering i Bangalore.

## Karriär
Anuradha TK arbetar som programansvarig på Indian Geosat Programme på ISRO:s satellitcenter. Hennes fokusområde är geosynkrona satelliter, vilka är viktiga för telekommunikation och datalänkar.
Anuradha har spelat en stor roll i många indiska rymdprogram. Hon började på ISRO direkt efter sin ingenjörsexamen 1982, och är därmed den mest erfarna kvinnliga anställda. Hennes första roll på ISRO innebar att testa satelliter på ISRO:s satellitcenter i Bangalore.
Anuradha TK var chef för utvecklingen av kommunikationssatelliten GSAT-12, och ledde den tekniska gruppen på 20 ingenjörer. I juli 2011 ansvarade hon för uppskjutningen av satelliten från Satish Dhawan Space Centre i Sriharikota. Som en del av forskningsteamet helt bestående av kvinnliga forskare tillsammans med Pramoda Hegde och Anuradha Prakash, manövrerade hon GSAT-12 till sin slutgiltiga omloppsbana från ISRO:s Master Control Facility (MCF) i Hassan.
I september 2012 ledde Anuradha TK utvecklingen och uppskjutningen av den ännu större kommunikationssatelliten GSAT-10.

## Utmärkelser
- 2003 Space Gold Medal Award från Astronautical Society
- 2011 Suman Sharma Award från National Design and Research Forum (NDRF)
- 2012 ASI-ISRO Merit Award
- 2012 ISRO Team Award